# Caribbean Congress of Labour
Caribbean Congress of Labour (Nederlands: Caraïbisch Arbeidscongres), kortweg CCL, is een Caraïbisch koepelorganisatie van 33 vakbonden en vakcentrales die de belangen van ± 500.000 werknemers in 17 Caraïbische landen behartigt. De hoofdzetel is gelegen in Saint Michael te Barbados.
De organisatie vertegenwoordigt de aangesloten vakbonden ten overstaan van de Caribische Gemeenschap (CARICOM), de Vereniging van Carïbische Staten (ACS) en de Organisatie van Oost-Caribische Staten (OECS).

## Geschiedenis

### (Voormalige) Voorzitters
| Voorzitter      | Van  | Tot   |
| --------------- | ---- | ----- |
| Lincon Lewis    | 2001 | 2007  |
| Jacqueline Jack | 2007 | 2010  |
| David Messiah   | 2010 | Heden |

### (Voormalige) Algemeen-Secretarissen
| Algemeen-Secretaris | Van  | Tot   |
| ------------------- | ---- | ----- |
| Lincoln Lewis       | 2007 | 2010  |
| George De Peana     | 2010 | Heden |

### Congressen
De organisatie hield haar haar jongste congressen in:
- 2004 in Suriname[4]
- 2007 in Kingstown, Saint Vincent[2]

## Aangesloten vakcentrales en vakbonden
Voor Suriname is de Raad van Vakcentrales in Suriname (RAVAKSUR) aangesloten.